# معجم اللغة العربية المعاصرة (2008)
معجم اللغة العربية المعاصرة هو معجم أحادي للغة العربية من تأليف أحمد مختار عمر، صدر عام 2008. يتألف المعجم من أربعة مجلدات، ثلاثة منها للمعجم والرابع للفهارس.

## فكرة المعجم
ورد في مقدمة المعجم ما يلي:
جاء معجم اللغة العربية المعاصرة- بالإضافة إلى معاجمه الأخرى- تطبيقًا لأحد الآراء النظريَّة التي كان ينادي بها العالم الراحل، وهو إصدار المعاجم الجماعيَّة بالاعتماد على فكرة فريق العمل ذي الكوادر المدربًّة، وتلافي الفرديَّة كعيبٍ أساسيّ في إنتاج المعاجم العربية؛ ففي ظلِّ المنافسة المستمرة وزيادة الاهتمام بإصدار المعاجم مع مجيء القرن العشرين، وتحوّلها إلى صناعة، ومع تضخُّم حجم المادة التي يُتعامل معها نتيجة التوليد المستمرّ للألفاظ اللغويّة والتطوُّر المستمرّ للدلالات، وضرورة اعتماد المعجم الحديث على لغة العلوم والآداب والمعارف المختلفة؛ فإنه لا يمكن الآن تصوُّر إنجاز معجمٍ ما- بالكفاءة المطلوبة- بجهدٍ فرديّ، ولا يمكن لباحثٍ واحد أو مجموعةٍ من الباحثين متَّحِدي الثقافة الاضطلاع بهذا الأمر.

### الحاجة لمثل هذا المعجم
والمتتبّع الآن للغة المعاصرة- وما يصيب دلالة مفرداتها من تطوُّر مستمرّ، بالإضافة إلى استحداث كلمات جديدة لمسايرة التقدُّم العلميّ والتكنولوجيّ الهائل-يجد أنَّ معظمها لم يثبت في المعاجم بعد، رغم وفرة عدد من المعاجم المعاصرة، التي يتَّسم معظمها بالاعتماد الكلِّيّ على أعمال السابقين واجترارها عامًا بعد عام؛ حيث تكتفي هذه المعاجم بالنقل أو الاختصار أو إعادة الترتيب أحيانا، وهكذا ظل التفكير في جمع ثان لمفردات اللغة العربية المعاصرة، وكيفية توظيفها في سياقاتها المتعددة، والاهتمام بالتصاحبات الحرَّة للكلمات والتصاحبات المنتظمة أو المتكررة، والتعبيرات الاصطلاحية- ظل كلُّ ذلكَّ مطلبًا مُلِحًا، كما ظلَّ غيابه قصورًا في صناعة المعجم الحديث.

### قواعد بناء هذا المعجم
من هنا كانت فكرة المؤلِّف إنشاء معجم اللغة العربية المعاصرة؛ ليكون معجمًا عصريًا يقف على الكلمات المستعملة في العصر الحديث، والاستعمالات المستحدثة التي لم تفقد الصحة اللغويَّة، كما يغطِّي معظم الاستعمالات الخاصَّة بجميع أقطار الدول العربية ابتداءً من المحيط حتى الخليج، متفاديًا أوجه القصور التي شابت المعاجم المُنتَجة قبله، التي تتلخَّص فيما يأتي:
- الخلط بين المهجور والمستعمَل، وغياب كثيرٍ من المستحدَث.
- الاعتماد على بعضها البعض، دون تمحيص أو تدقيق.
- القصور في تناول المعلومات الصرفية والدلالية لمداخلها.
- عدم إثبات معظم المصاحبات اللفظية التي يكثُر استخدامها، وكذلك التعبيرات السياقية التي اكتسبت معانيَ جديدة زائدة على معاني مفرداتها.

كما كان ضمن الفكرة الخاصة بإنشاء المعجم اتِّباع نظام خاصّ بتناول المواد وكيفية عرضها ونوع المعلومات المقدَّمة، حيث هدَف المعجم إلى إثبات كافَّة المعلومات التي ينتظرها مستعمل المعجم والتي تبتعد عنها المعاجم الأخرى إمَّا تيسيًرا للوقت أو العجز عن تناولها، وقد شملت هذه المعلومات: المعلومات الصرفية للكلمة، وكذلك المعلومات الدلالية للكلمة، وجميع أوجه استعمالاتها من خلال المسح الشامل للكلمات والنصوص وإثبات الشواهد والأمثلة والتعبيرات السياقية، كما أعطى المعجم اهتماما بالغًا بالمصطلحات، التي تنوعت ووزعت على أربعة وثلاثين علمًا، وقد بلغت عشرة آلاف مصطلح مختلف، وقد اعتمدنا في هذه المادة على العديد من المراجع المتخصِّصة، وبمساعدة فريقٍ من المتخصِّصين في هذا المجال.

### منهج المعجم
وضع صاحب المعجم منهجًا جديدًا يتجنّب عيوبَ الأعمال السابقة، ويسمح باستخلاص عدد من المعاجم منه، وقد ظهر التفرُّد في منهجه منذ لحظة البداية، وهي مرحلة جمع المادة؛ فلم يعتمد اعتمادًا كلِّيًا على معاجم السابقين، إنَّما ضمَّ إليها مادة غنيَّة بالكلمات الشائعة والمستعملة، باستخدام تقنية حاسوبيَّة متقدِّمة تمَّ بمقتضاها إجراء مسح لغويّ مكثَّف لمادة مكتوبة ومسموعة تُمثِّل اللغة العربية المعاصرة أصدق تمثيل، فقد تميَّزت بالمعاصَرة والسياقات المستعملة، بالإضافة إلى الاستعمالات الجديدة التي ترد في سياق مألوف لدى المستخدم، وتتجاوز في حجمها مائة مليون كلمة ومثال. وقد أعطانا هذا الحجم الضخم للمادة المسحيَّة صلاحية الحكم على كلمةٍ بالشيوع؛ ومن ثَمَّ إدخالها في المعجم، أو بعدم الشيوع؛ ومن ثمَّ إهمالها وحذفها من المعجم (ويصدق هذا على معاني الكلمات). كما أمدَّتنا هذه المادة المسحيَّة بكل المصاحبات اللفظية لأي كلمة، وبخاصة حروف الجرّ، فيمكننا معرفة أكثر الاستعمالات شهرة وكذلك تتبع أنماطها الأكثر استعمالاً، وكذلك المتعلِّقات، وبخاصةٍ حروف الجر. كما أمدَّتنا بمعدَّل تكرار كلِّ كلمة..